# تی‌دبلیو مار باریک

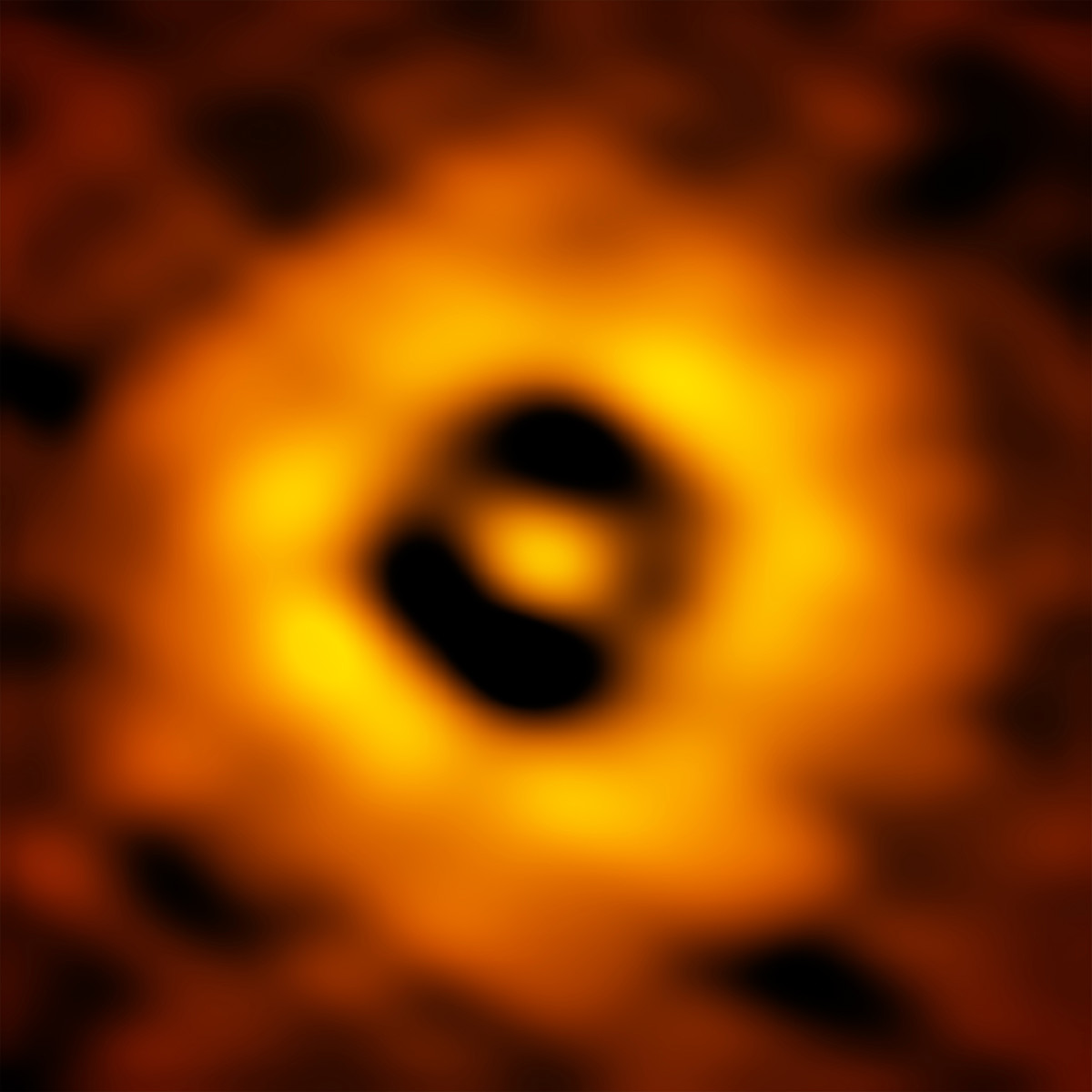
نمایی از ستارهٔ تی‌دبلیو مار باریکس در منظومهٔ خورشیدی – ۲۰۱۶

تی‌دبلیو مار باریک یک ستاره است که در صورت فلکی مار باریک قرار دارد.